# Raymond Lemieux

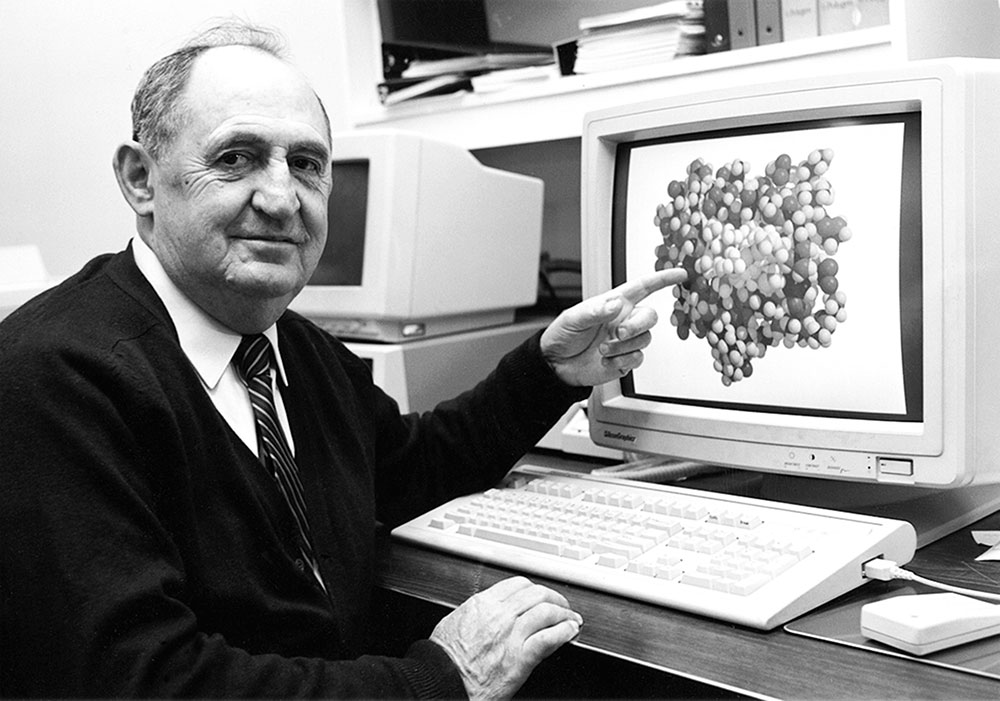
Raymond Lemieux

Raymond Urgiel Lemieux (* 16. Juni 1920 in Lac La Biche, Alberta Kanada; † 22. Juli 2000) war ein kanadischer organischer Chemiker, bekannt für Arbeiten in der Zucker-Chemie.
Lemieux studierte Chemie an der University of Alberta (Bachelorabschluss 1943) und wurde 1946 bei Clifford B. Purves an der McGill University promoviert. Als Post-Doktorand forschte er über die Struktur von Streptomycin an der Ohio State University. Danach war er zwei Jahre Assistant Professor an der University of Saskatchewan, war Senior Research Officer am Praerie Regional Laboratory des National Research Council in Saskatoon und ab 1954 Professor und Dekan an der University of Ottawa, wo er die Fakultät für Chemie aufbaute. 1961 ging er wieder an die University of Alberta als Vorstand der Abteilung Organische Chemie. 1981 wurde er zum University Professor ernannt und 1985 emeritierte er. Er starb an einem Aneurysma.
1953 synthetisierte er mit dem Post-Doktoranden George Huber als erster Saccharose. Er forschte danach weiter über die Synthese von Zuckern mit Anwendungen auf die Entwicklung von Medikamenten wie Antibiotika. Er gründete in den 1960er und 1970er Jahren mehrere Firmen.
1990 erschien seine Autobiographie Explorations with sugars: how sweet it is.
Ein Lehrstuhl und die Gebäude der Chemiefakultät an der University of Alberta sind nach ihm benannt (das Fakultätsgebäude gleichzeitig nach seinem ehemaligen Chef Harry Gunning).
1954 wurde er Mitglied der Royal Society of Canada und 1967 der Royal Society. 1966 erhielt er den Claude S. Hudson Award der American Physical Society, 1985 den Gairdner Foundation International Award, 1990 den König-Faisal-Preis, 1991 die Herzberg-Medaille und 1999 den Wolf-Preis in Chemie. 1994 wurde er Companion of the Order of Canada und 1990 erhielt er den Alberta Order of Excellence. Er war Ehrendoktor der Universität Stockholm.